# La Fatarella
La Fatarella – gmina w Hiszpanii, w prowincji Tarragona, w Katalonii, o powierzchni 56,48 km². W 2011 roku gmina liczyła 1089 mieszkańców.